# 2012년 중국의 반일 시위

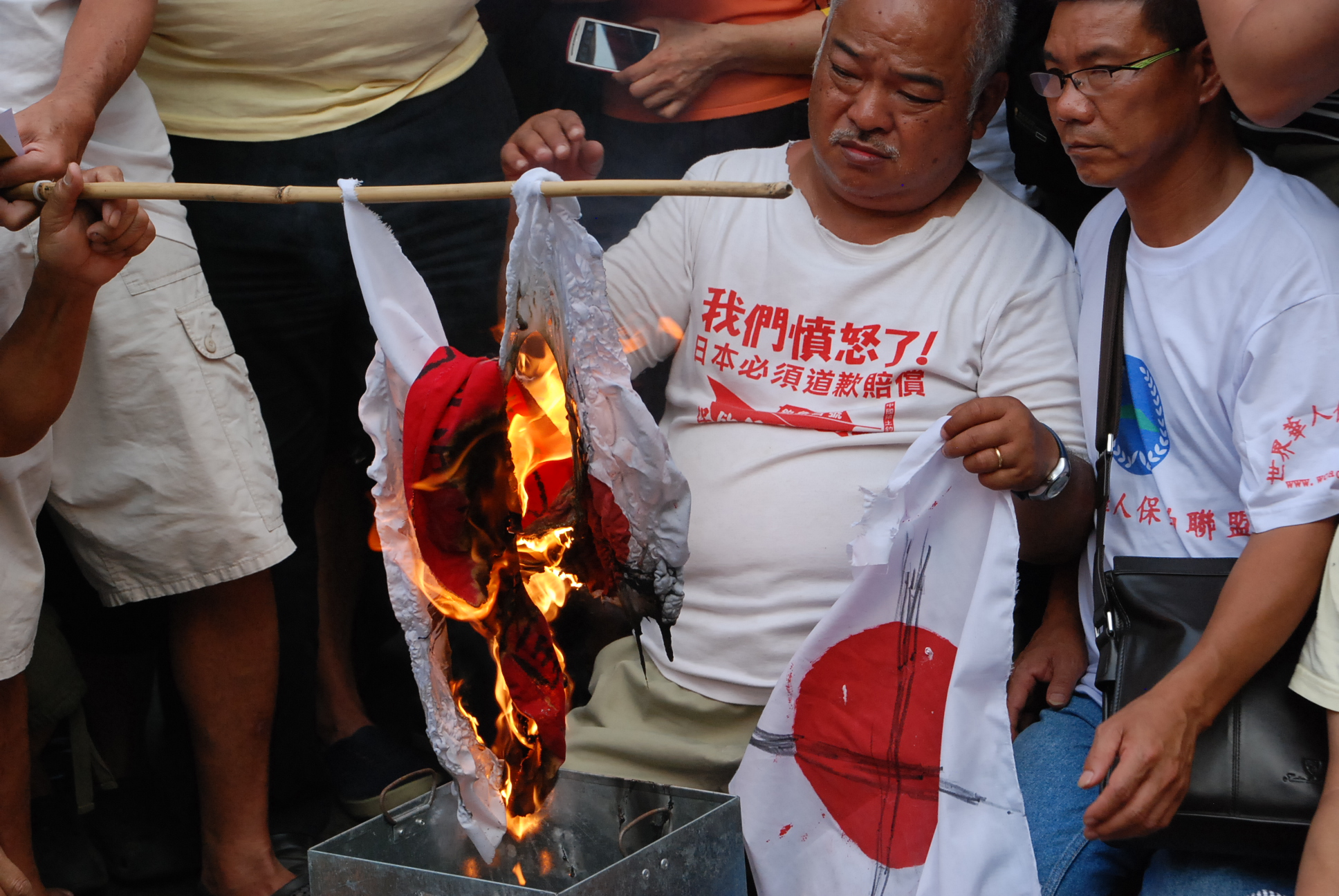
시위대가 일본 총영사관 앞에서 점화하는 일장기

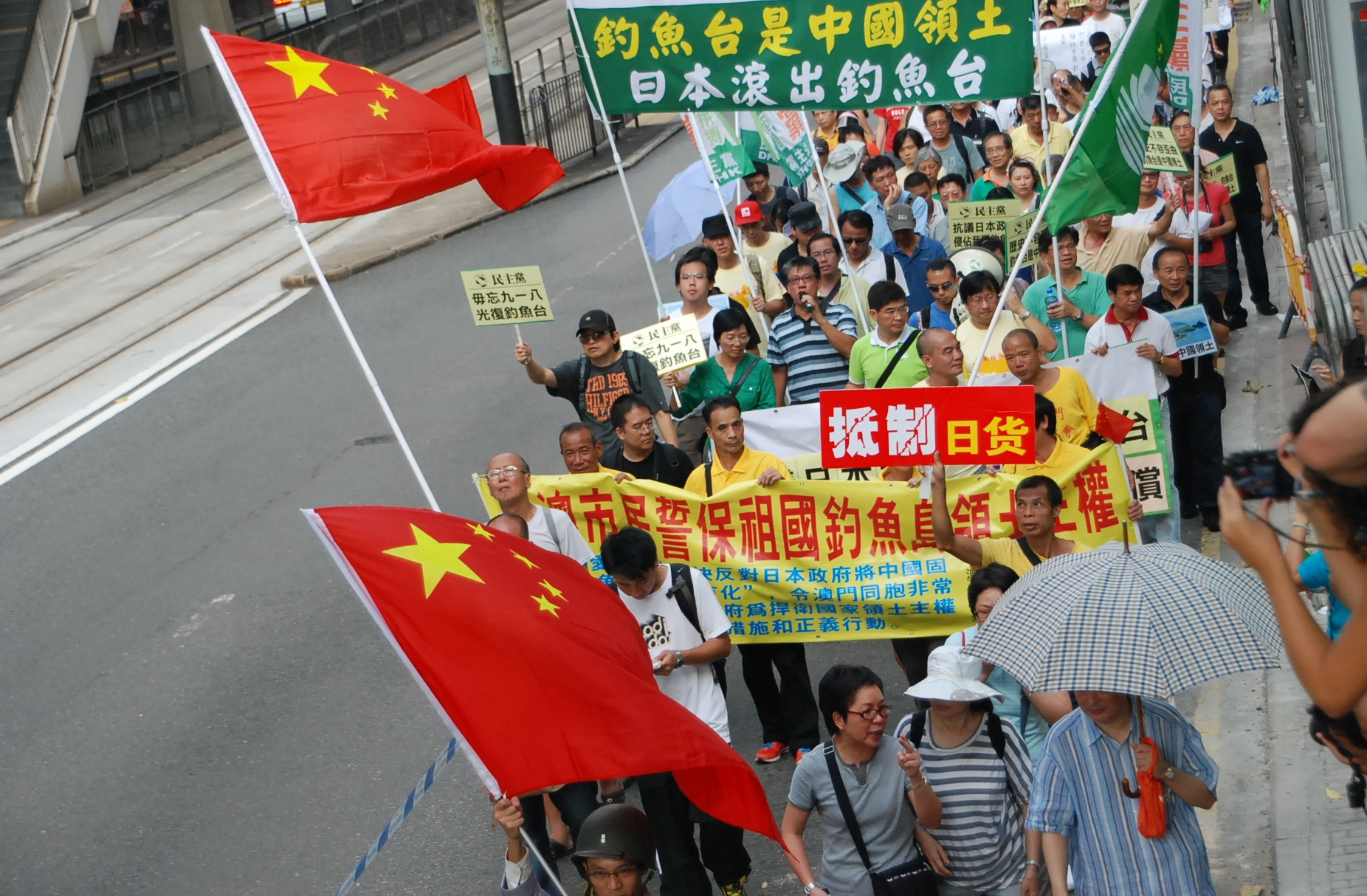
중국인들의 반일 시위 행렬

2012년 중국의 반일 시위는 일본과 중국의 영토 분쟁 지역인 센카쿠 제도에 상륙한 중국 활동가를 일본 경찰이 체포 및 구금한 것과 일본의 센카쿠 제도 국유화가 원인이 되어 한달에 걸쳐 중국 각지에서 벌어진 반일 시위이다. 2012년 중국 반일 폭동이라고도 한다.
과거 일본이 중국을 침략한 날인 9월 18일에는 시위가 최대 규모에 달했으며, 일부 도시에서는 일본 기업과 물품을 겨냥한 기물 파손, 약탈, 폭력적인 폭동이 일어났다.
야스쿠니 신사 참배와 일본의 교과서 역사왜곡 문제로 과거 일본의 침략, 점령을 받은 아시아 국가들에서 촉발됐던 2005년 반일 시위를 넘는 규모의 시위이다.

## 배경
중국과 일본은 일본명 센카쿠 제도, 중국명 댜오위다오를 서로 자신들의 땅이라고 주장하며 영토 분쟁을 벌이고 있다. 그런데 2012년 4월 16일, 이시하라 신타로 도쿄도 지사가 센카쿠 제도를 사적으로 사들이기로 했다고 밝혔고, 7월 6일엔 연내 센카쿠 제도 국유화, 7월 24일엔 내년 4월 센카쿠 제도 국유화를 추진하겠다고 밝혔다. 하지만 일본의 조치는 중국의 강한 반발을 불러일으켰다.
마에하라 세이지 국가전략상은 2012년 10월 12일 아사히 TV와의 인터뷰에서 2012년 8월 19일 노다 요시히코 일본 총리와 이시하라 신타로 도쿄도 지사의 총리 관저 회담에서 이시하라 신타로가 센카쿠 제도 구입 계획을 언급하며 중국과 전쟁을 벌이더라도 불사하겠다고 말했다.
도쿄도는 자위대와 해상보안청을 보유하지 않지만 센카쿠 제도 토지권을 갖게 되면 관광시설 건설 등 법적으로 개발활동이 가능하고 중국의 위협 등을 이유로 자위대 파견을 요구할 수 있다는 분석이 나온다. 노다 총리는 강경파인 이시하라가 이끄는 도쿄도 정부가 만약 섬 매입에 성공한다면 큰일 날 것을 우려하는 등 사태를 심각하게 받아들였다. 노다 요시히코 일본 총리는 이시하라 신타로의 '난동'을 막기 위해 센카쿠 제도 국유화에 박차를 가하기로 마음먹었다. 마에하라 세이지는 이시하라 신타로의 발언이 없었다면 문제가 발생하지 않았을 것이라고 비판했고, 도쿄도는 자위대도 없는데 강경한 태도를 보여 정부를 난처하게 만들었다.
2012년 8월 12일, 중국 활동가들이 센카쿠 제도에 상륙하자 일본 경찰은 기자를 포함한 중국인들을 체포해 오키나와의 나하시로 압송하고 배는 이시가키항으로 끌고 갔다. 중국 외교부는 중국인을 조건 없이 풀어줄 것을 일본에 촉구했지만, 노다 요시히코 전 일본 총리는 "중국인들을 엄벌할 것이라고 밝혔다. 8월 17일 일본 측에 체포된 14명이 풀려났다.
8월 19일 오전 7시쯤 일본 우익 인사 10명이 센카쿠 제도에 상륙한 뒤 9시쯤 떠났다.
9월 10일 일본 정부가 센카쿠 제도를 공식 구매하자 중국 정부와 국민의 반발이 거세졌다.

## 진행
일본 경찰이 센카쿠 제도에 상륙한 중국 활동가를 체포하자 중국 네티즌들은 8월 19일 10시에 중국 여러 도시에서 시위를 벌일 것을 인터넷에 호소했고 8월 19일에는 인터넷에서 모인 참가자가 대규모 시위 활동을 하였다. 18일에는 중국의 4개 도시에서 일본명 센카쿠 열도, 중국명 댜오위다오의 영유권을 주장하는 시위 활동이 일어났다. 일본명 센카쿠 열도, 중국명 댜오위다오 문제 외에 일본 제품 불매와 일본 군국주의에 대해 반대 운동도 같이 전개되었다.
8월 19일에는 베이징, 선전, 칭다오, 광저우, 타이위안, 선양, 창춘, 하얼빈, 청두, 정저우, 창사, 구이양, 린이, 항저우, 쑤저우, 쯔보, 지닝 등 8월 18일보다 더 많은 도시에서 크고 작은 반일 시위가 벌어졌다. 8월 19일 오전 9시, 베이징의 일본 대사관 앞에서 "댜오위다오를 돌려달라", "일본은 죄를 인정하라" 등의 플래카드를 들고 항의하는 시민들이 속출했다. 오전 10시, 광저우의 일본 총영사관 앞에서도 일부 시민들이 집결해 시위를 벌였고, 10시 30분에는 두 바퀴를 돌고 영사관 앞으로 돌아오자 일부 시민들이 영사관 앞에서 농성을 시작했다. 타이위안에서는 1000명이 반일 시위에 참가했고, 쯔보에서는 약 수천명이 참가했으며, 항저우에서도 수백명이 참가했다. 시위 과정 내내 경찰이 현장에서 질서를 유지했고, 시위는 전반적으로 평온했다. 많은 참가자가 모였다. 이에 따라 일본 기업의 각 상점은 경찰이 엄중하게 경계를 하였다. 안전을 위해 임시 휴업한 점포도 있었다. 일본 국기 에 X 표시를 붙여 태우거나, 일본 요리점에 난입하거나 유리를 부수는 등의 사태도 발생하였다고 한다.
일주일 후인 8월 25일, 8월 26일에도 시위가 발생하였다. 8월 25일 산둥성 르자오시에서 발생한 시위에는 약 1000명이 모여 경찰이 경비하는 가운데 약 5km를 걸었다. 도중에서 일본 요리점을 찾아 경찰의 제지를 뿌리 치고 페트병과 자갈을 던지기도 했다. 다음날인 8월 26일에도 시위 활동이 실시되고 각지에서 약 수백에서 수천명의 참가자들이 모였다.
8월 30일, 아베 신조가 사과를 하자 9월에 들어서는 시위도 차츰 줄어들었다. 그리고 결국 시위가 마무리되나 했는데 2012년 9월 10일 일본 정부가 센카쿠 제도를 공식적으로 국유화하면서 반일 감정에 불이 붙으며 시위가 다시 거세졌다.

### 9월 15일
반일 시위가 폭동으로 변질되기 시작했다. NHK 집계에 따르면 9월 15일 중국 50여 개 도시에서 반일 시위가 벌어졌다. 시위 인원과 도시 수가 2005년 반일 시위를 넘어섰으며, 무엇보다 소도시와 현급시까지 확산됐다. 이는 20여 년 만에 처음 있는 일이다. 일부 언론은 이를 “중일 수교 40년 만에 최대 규모의 반일 물결”이라고 표현했다.
9월 15일 오전, 베이징의 일본 대사관 앞에서 시위대가 계란과 페트병을 던졌으나 중국 경찰은 이를 막지 못했다. 일부 시위대는 대사관 진입을 시도하다 경비하는 무장경찰과 충돌했다. 많게는 수천 명이 시위에 참여한 것으로 추산된다.
쑤저우의 도심 한복판에서는 수천 명이 '타도 샤오르번(중국인이 일본인을 경멸하는 단어)', '댜오위다오를 우리에게 달라' 등의 피켓을 들고 항의했다.
난징에서는 시위대들이 철도 난징역과 마이가오차오 부근에서 집결한 뒤 경찰 저지선을 뚫고 난징대학살 희생동포기념관 밖까지 행진했으며 시위대는 일본 브랜드 차량을 몽둥이로 때리고 발로 찼다.
창사에서는 일본계 백화점 평화당의 정문 유리가 시위대에 의해 쇠몽둥이로 깨지고 난입하여 평화당 간판을 떼어내고 불태워 고급 시계 전문점과 고급 장신구 코너를 약탈당하였고, 평화당은 약탈당하여 피해를 입었다. 일본차도 여러 대가 부서졌다.
선전과 둥관에서는 일부 시위대가 일본 초밥집과 요리점을 부수고 일본계 기업의 물질 창고를 습격하고 약탈을 강행했다.
시안에서는 도로변에 주차된 일본 브랜드 차량들이 일부 시위대에 의해 심하게 파손됐다. 일식집도 시위대의 폭력으로 파괴됐다. 증인들은 파괴자들의 대부분이 문신을 한 남자들이었다고 밝혔다. 시안 벨 타워 호텔은 '호텔 내 일본인 항복'을 요구하는 시위대에 의해 포위되었고 진압경찰과 폭력적인 충돌이 일어났다. 심지어 싱가포르 파라다이스호텔그룹 산하 시안 쥔러성 호텔도 영향을 받았다. 중국 관영 CCTV에 따르면 한 일본 차량 소유자는 폭도들에게 U자형 강철 자물쇠로 무장한 깡패들의 공격을 받아 결국 두개골이 관통 당해 보행과 언어 능력을 잃었다. 시안 경찰은 자동차 소유자를 공격하는 장면이 담긴 실시간 영상과 영상을 언론에 공개했고, 자동차 소유자를 공격한 깡패 여러 명에 대한 수배에 착수했다.
칭다오에서는 또 일본계 슈퍼마켓인 이온의 매장인 '자스코 이오지마'에 150명 가량의 시위대가 난입해 유리창을 깨고 물건을 약탈하는 등 5시간 동안 매장 내부에서 폭동이 벌어졌고 폭도들은 매장을 떠났다. 마트 직원들은 시위대가 들이닥치기 전 긴급 대피해 부상자는 보고되지 않았다. 또 칭다오의 시위대는 파나소닉 공장에 난입해 불을 지르고 생산라인을 파괴했다. 칭다오에 있는 도요타 자동차 그룹 대리점에서도 불이 났고 손실액은 1억 위안이 넘는 것으로 알려졌으며, 가세객 창고에 보관 중인 24억 엔 어치의 화물 중 절반이 약탈되거나 훼손됐다.

### 9월 16일
반일 시위가 더 격화되었다. NHK에 따르면 이날 중국 내 80여 개 도시에서 반일 시위가 벌어진 데 이어 15일에는 시위가 없었던 랴오닝성 푸순과 하이난성 하이커우 등에서도 시위가 벌어졌다.
9월 16일 오전, 수천 명의 시위대가 광저우 기의 열사능원에 집결한 뒤 각종 현수막과 마오쩌둥 초상화를 들고 일본 총영사관까지 행진하며 성인의 벽을 세워 경계했다. 시위대는 10시쯤 일본 총영사관이 입주해 있는 고급 호텔 '화원 주점'을 습격해 문을 지키고 있던 무장경찰을 향해 공격을 가하기 시작했다. 베이징 시간 12시경 일부 시위대는 경찰의 저지를 뚫고 호텔에 진입해 호텔 1층 로비와 2층 일식집 유리 일부를 깨뜨리는 등 1~3층이 모두 파손됐고, 호텔에 대기 중이던 월병이 모두 털리는가 하면 건물 앞을 통과하는 일본차 유리도 깨뜨렸다. 그동안 20여 명이 호텔 문 밖 10m 높이의 툇마루에 올라 국기를 흔들며 현수막을 들었다. 시위대는 호텔 문을 점거하고 오성홍기를 흔들며 구호를 외쳤다가 약 1시간 만에 경찰에 쫓겨났다. 광저우의 일부 중학생들은 "폭력을 멈추고 이성적으로 애국하자"는 문구를 들고 나왔다.
선전에서는 수천 명의 시위대가 여러 팀으로 나뉘어 시위를 벌였다. 일부 시위대는 시청 인근에서 경찰차를 부수고 경찰에 돌멩이 등을 던졌다. 경찰은 시위대를 향해 최루탄 10발 가량을 발사하고 과격한 행동을 한 시위대 여러 명을 연행하는 등 시위대와 경찰 간의 충돌이 벌어졌다. 홍콩의 신문 사우스 차이나 모닝 포스트의 기자는 현장 취재 도중 중국 본토 공안 4~5명에게 폭행을 당했고 수차례 신분을 밝히고도 멈추지 않다가 코에서 피가 나는 것을 보고 자리를 떴다. 홍콩신문행정인협회는 성명을 내고  '극심한 유감'이라며 홍콩 기자의 구타를 비난하고 선전 관련 부서에 기자들의 현지 취재 신변 안전을 보장하고 향후 유사한 사건이 발생하지 않도록 할 것을 촉구했다.

### 9월 17일
9월 17일 오전 8시 일본대사관 앞에서 반일 시위가 시작돼 200여 명이 중국 국기를 들고 구호를 외치며 대사관 앞을 지나갔다. 하지만 평일이라 16일, 15일보다 시위 참가자 수가 감소했다.

### 9월 18일
중국의 반일 시위가 절정에 달했다. 일본인 활동가가 이 날 센카쿠 또는 댜오위다오에 상륙을 강행하였으며, 이 날은 과거 일제가 만주 사변을 일으켜 중국을 침략했었던 날이라 일본의 센카쿠 제도 국유화와 일본인 활동가의 센카쿠 상륙, 과거 일본이 중국을 침략했던 중국의 국치일까지 모두 겹쳐 화요일임에도 불구하고 중국 전역 117개 도시에서 대규모 반일 시위가 일어났다. 이는 중일 국교 정상화 이래 최대였다. 베이징 일본대사관과 선양 일본총영사관 모두 시위대에 의해 유리창이 깨졌다.

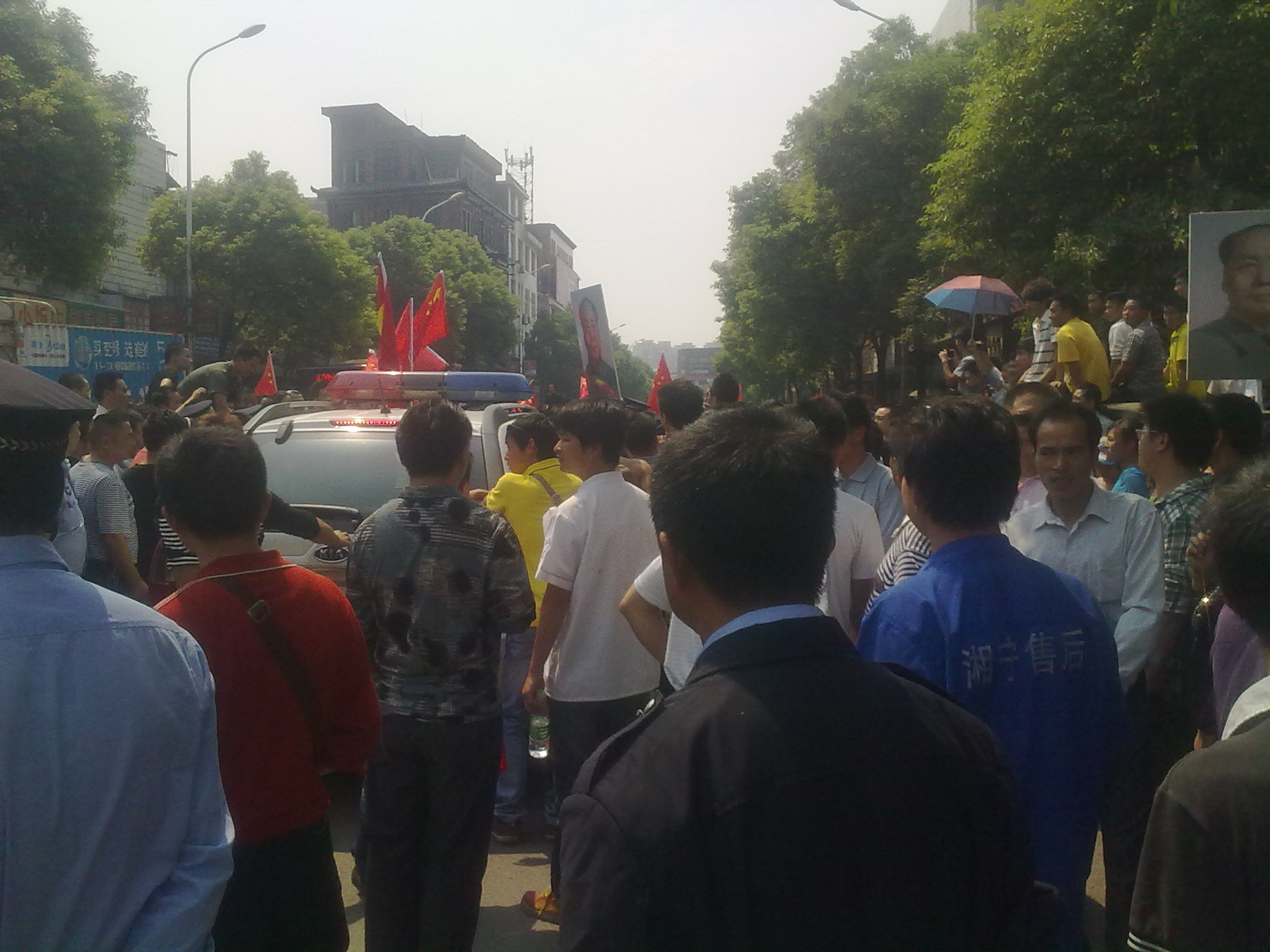
2012년 9월 18일, 중국에서 벌어진 일본의 센카쿠 제도 국유화에 대한 항의 시위

미국의 소리에 따르면 9월 18일 오전 8시 쯤 베이징에서 약 6만 명이 시위를 위해 중국 주재 일본대사관 앞에 도착했다. 이날 시위에는 5000여 명이 참가했으며, 일부 시위자들은 플라스틱병, 계란 등을 대사관에 던져 대사관 유리창의 일부가 깨졌다.

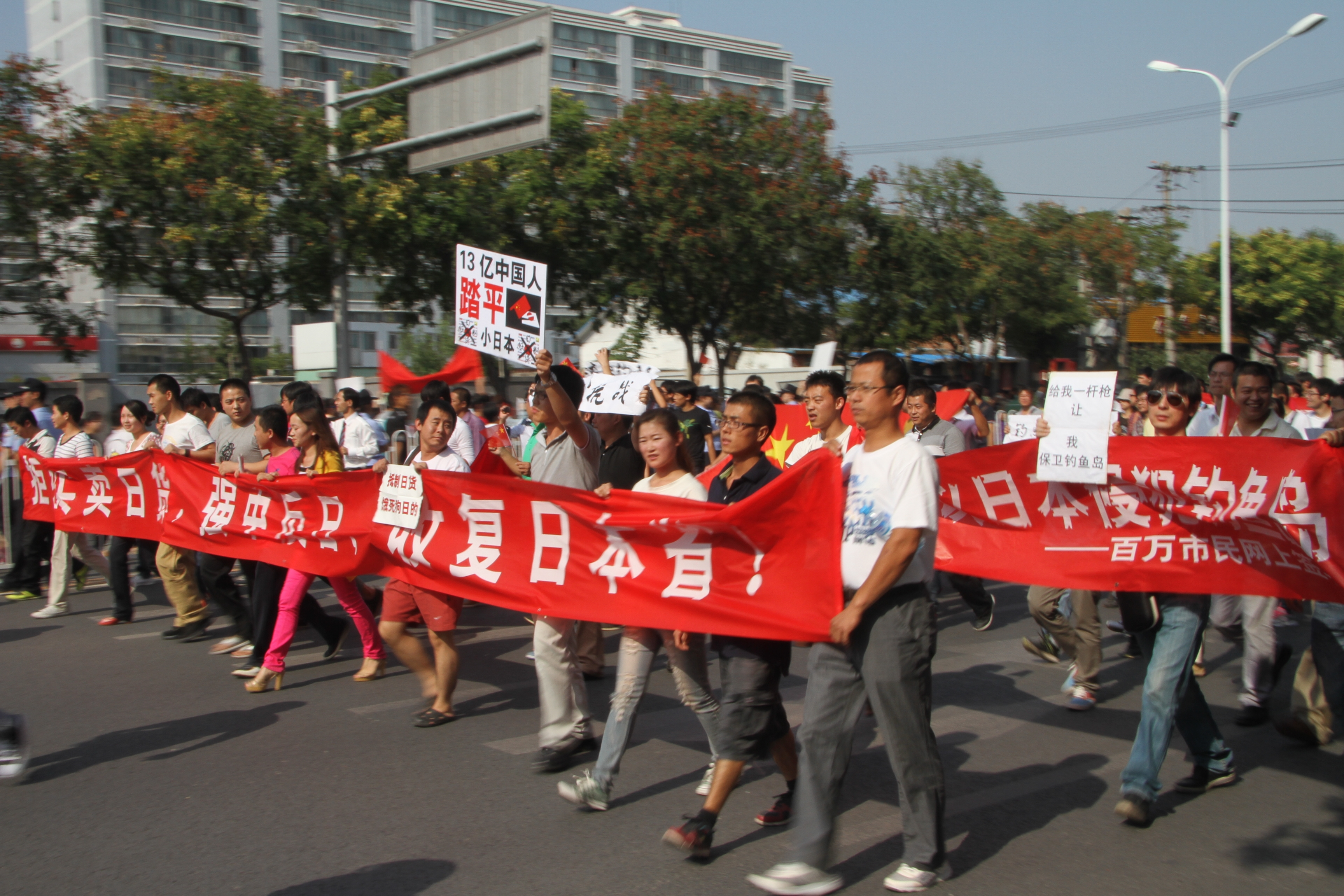
2012년 9월 18일, 중국 민중들이 베이징 주재 일본 대사관 앞에서 시위를 벌이고 있다.

선양에서는 아침부터 일부 시위대가 일본 총영사관 앞에 집결하기 시작했고, 일부는 총영사관 안에 돌멩이와 물병 등을 던져 유리창 일부가 부숴졌다. 참가자 수는 총 2000명이 넘었고, 일부 시위대는 총영사관 인근 일본계 업체, 일본 음식점 등에 페트병 등을 던졌다.

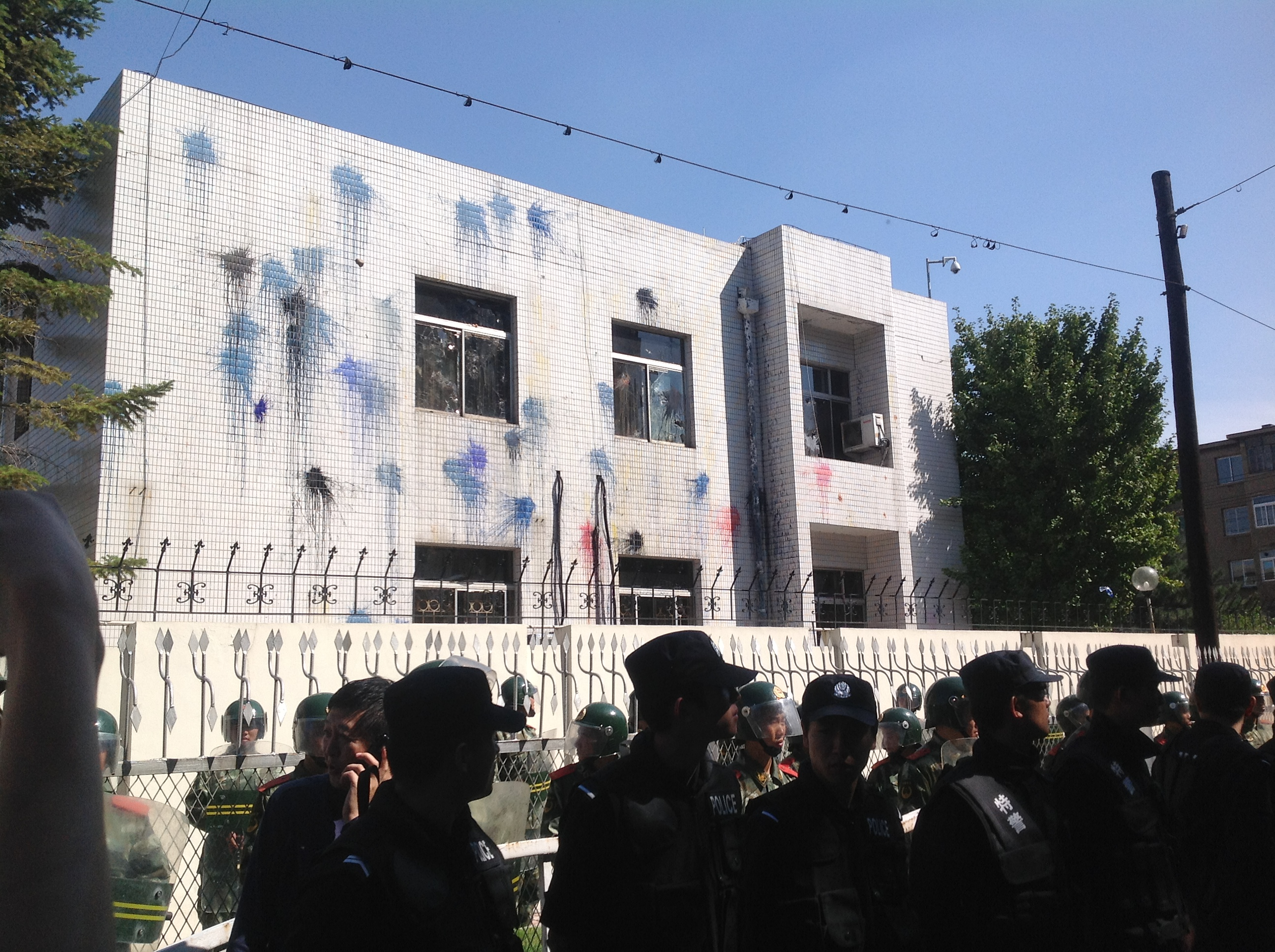
2012년 9월 18일 일본 선양 총영사관이 습격당해 벽에 잉크 자국이 가득하고 유리창 일부가 깨졌다.

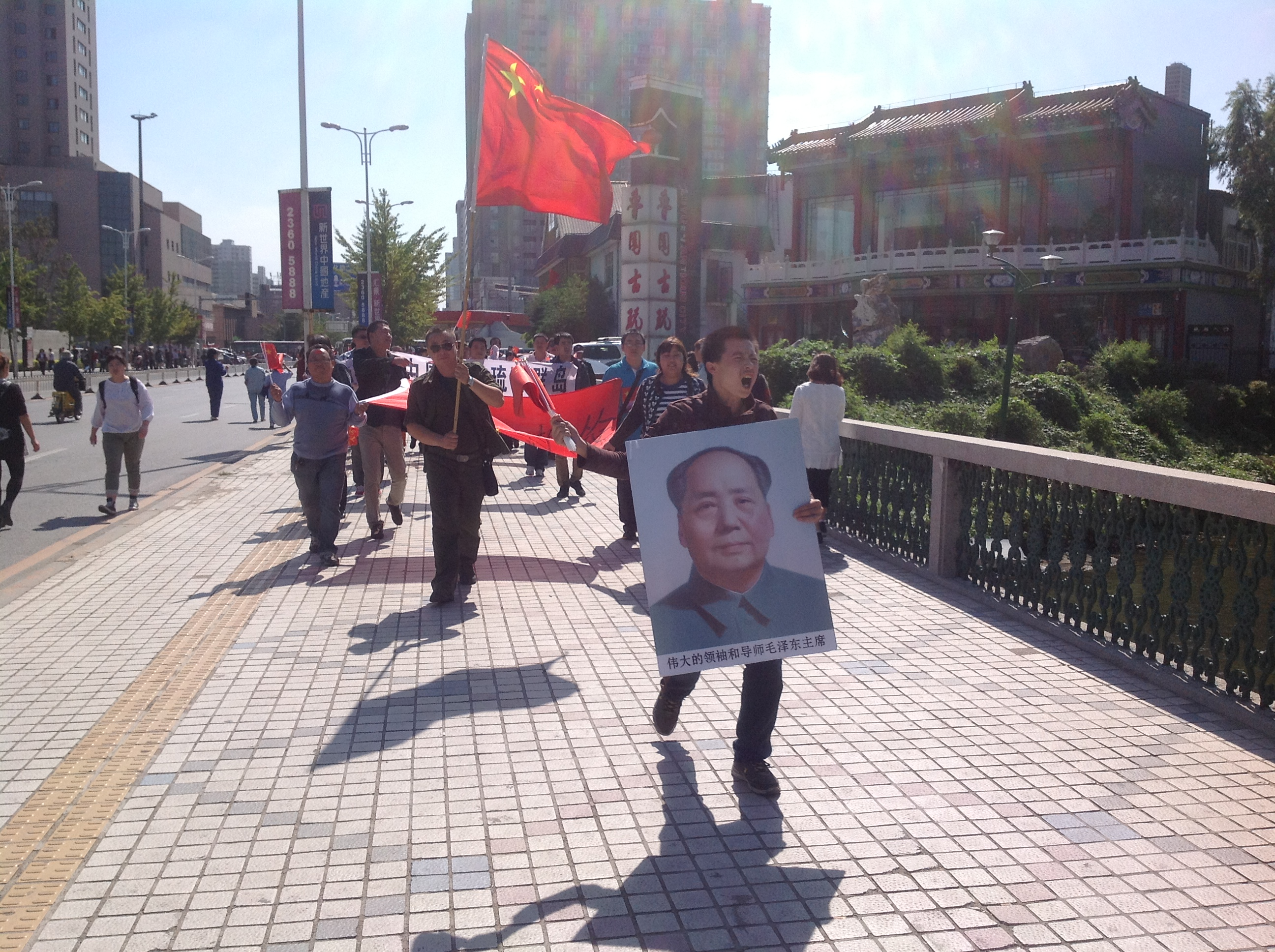
2012년 9월 18일 선양에서 마오쩌둥의 동상을 들고 있는 시위대

후이저우에서는 오전부터 100여명이 군중들이 시내 주요 도로에서 시위를 벌였다. 근무일이라 인원이 많지 않아 경찰은 질서를 유지했다. 두 행진 모두 자제력 있게 조직되었으며, 대부분은 집에서 만든 표지판을 들고 국기를 흔들었고, 차량에는 플래카드와 깃발을 흔들었다. 대부분의 일본 자동차 소유자는 행렬 당일 운전을 하지 않거나 표지판을 국기 스티커로 덮었다.

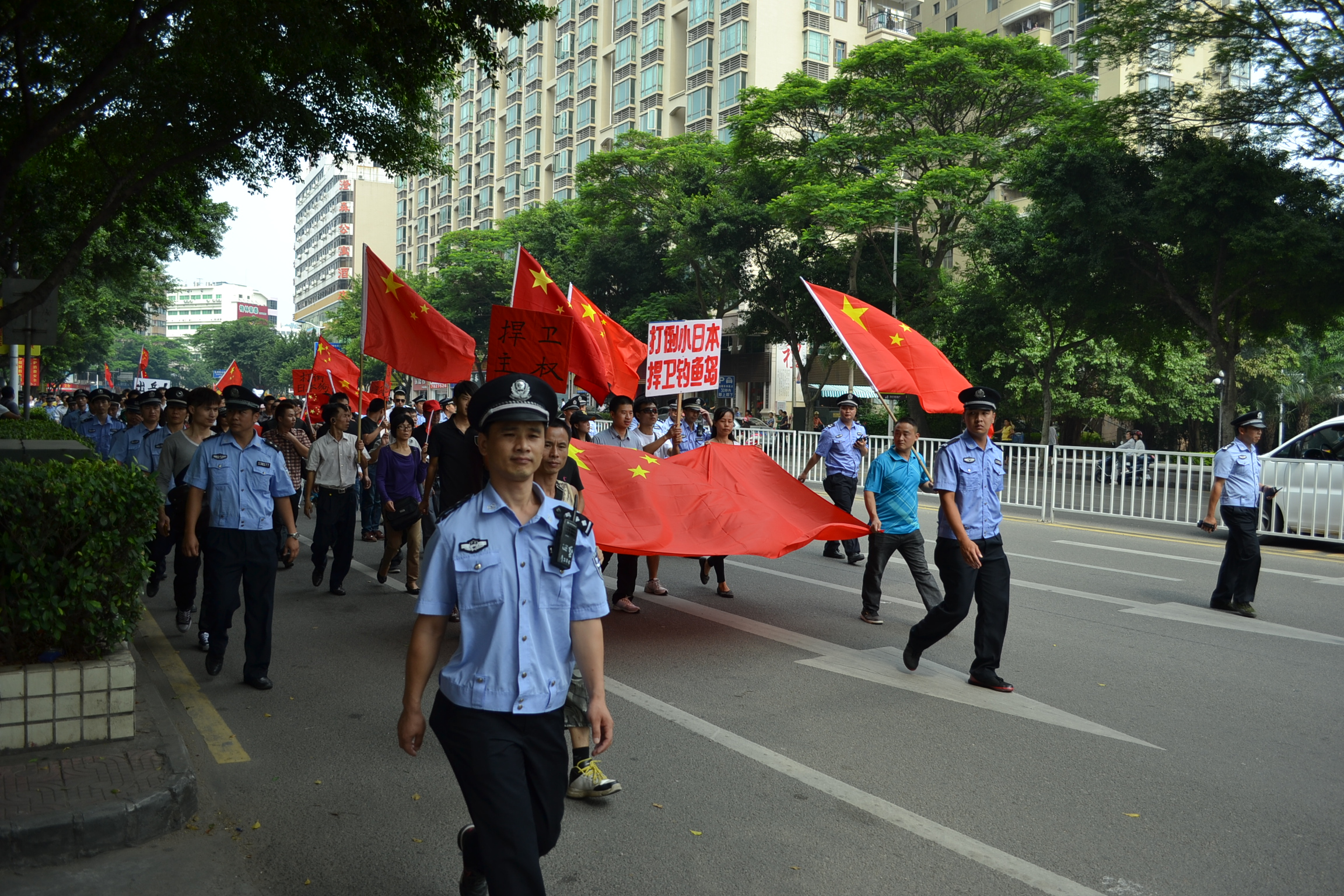
2012년 9월 18일 오전 광둥성 후이저우시에서 만주사변 81주년을 맞아 반일 시위 행진에 참가하는 군중들

### 9월 19일
베이징 일본대사관 앞 시위는 9월 19일 베이징 공안국이 시민들에게 대사관 구역을 행진하지 말라는 문자메시지를 보내는 등 제한적인 조치를 취하면서 전국적으로 잠잠해졌다.
선전공상련에 따르면 9월 19일 최소 2개 일본계 공장의 중국인 노동자들이 반일 행진을 벌이며 일부 공장의 문과 울타리를 부수기도 했다.

### 9월 20일
9월 20일 선전의 일본계 기업이 많은 공업단지에서는 최소 2개 공장에서 수천 명의 근로자가 오전 8시부터 파업에 들어가 작업복을 입고 나와 시위를 벌였다. 노동자들은 "댜오위다오는 중국땅이다" 등의 구호를 외치며 오후 3시까지 행진을 벌였고, 시위가 벌어진 공장들은 모두 가동을 멈췄다.행진에 참여한 노동자들은 임금 인상, 처우 개선 등을 요구하기도 했다.

### 이후 경과
일본 정부의 공식 국유화 이후 두 번째 주말인 9월 22일 정부는 엄정한 조치를 취하면서 전국에서 상하이와 후베이성, 윈난성 일부 지역에서 단기간 소규모 시위가 벌어졌을 뿐 대규모 시위는 발생하지 않았다. 9월 23일 중국에서는 상하이, 광저우, 충칭 등 6개 도시에서 소규모 반일 시위가 벌어졌다.

## 반응
- 일본: 9월 13일 주중 일본대사관은 최근 반일 시위에 주의를 기울이고, 필요하다면 외출을 자제하고, 야간 외출을 자제해 안전을 도모할 것을 당부했다.[22]

9월 14일, 상하이 주재 일본 총영사관은 공식 홈페이지에 9월 15일, 9월 16일, 9월 18일 시위 장소 일부를 공개해 각지의 주중 영사관에 주의를 당부했다.
9월 14일 아오이 소라는 중국판 트위터인 시나 웨이보(微博)에서 중일 우호를 호소하였고 엇갈린 반응을 보였다.
9월 15일, 일본 정부는 외교 경로를 통해 중국에 재중 일본인의 안전을 요구할 것이라고 밝혔다.
당시 일본 총리였던 노다 요시히코는 9월 16일 고조되는 중국의 반일 시위에 대해 비난하며 센카쿠 제도에 대한 영유권을 계속 수호할 것이라며 중국 선박의 침입을 막기 위해 일본 정부가 모니터링을 강화하겠다고 강조했다. 그는 일본 측이 '단호한 대응' '냉정함'의 원칙을 갖고 문제를 다뤄야 한다며 중국 정부에 항의하는 한편 재중 국민과 기업의 안전을 보장할 것을 강력히 요구했다. 논란이 미칠 경제적 영향도 우려했다.
캐논은 중국 내 주요 공장 4곳 중 3곳이 직원 안전을 위해 17일과 18일 일시 휴업한다고 밝혔고, 마쓰시타전기 공장도 '실화'로 문을 닫았다.
9월 17일 일본 도쿄의 주일 중국 대사관 앞에서 일본인 활동가 5명이 "중일 단교" "중국인은 물러나라"며 항의 시위를 벌였다.
중일 관계 경색을 우려해 중국에서 손실을 본 일부 일본 기업의 주식이 팔렸다.
9월 18일, 마에하라 세이지 일본 민주당 정책조사회장은 기자들과의 인터뷰에서 "센카쿠 제도(중국명 댜오위다오)가 일본 고유의 영토인 것은 부인할 수 없는 엄연한 사실이다. 너무 안타깝다"고 발언했다. 또 마에하라 세이지는 항일시위 과정에서 일본 기업이 입은 손실에 대해 "중국 정부가 잘 대응해야 한다"고 밝혔다.
9월 18일, 아우디 재팬은 9월 18일 중국 윈난성 아우디 매장 앞에서 발생한 반일 현수막 사건에 대해 트위터를 통해 사과했다.
- 중국: 9월 16일, 대륙 국영 언론은 대중에게 이성적이고 애국심을 갖고 동포에게 해를 끼치지 말며 '애국주의의 이름'으로 '구타, 분쇄, 약탈'에 가담하지 말 것을 촉구했다.

9월 16일, 창사 경찰은 9월 15일 시위 중 폭력 폭동에 가담한 많은 사람들을 형사 구금했다.
9월 17일, 광저우 경찰은 9월 16일 오후 광저우 시민들이 반일시위를 벌이면서 일본 자동차를 박살낸 범법자들이 있어 형사구금 10명, 행정구속 1명이라는 공고문을 발표했다.
9월 18일 외교부 정례 기자회견에서 홍레이 대변인은 반일 시위가 자발적이고 정부의 지원을 받는 것인지 묻는 질문에 "그것은 대중의 자발적인 행동이다. 이러한 행위는 일본이 중국의 주권을 침해한 것에 대한 중국 인민의 강한 분노와 세계 반파시스트 전쟁의 결과 및 전후 국제질서에 대한 일본의 도전에 대한 강한 불만을 표현한 것이다. 진심 어린 정의를 요구하고 잘못된 관행을 효과적으로 시정하며 댜오위다오 분쟁을 해결하기 위한 협상의 궤도로 복귀한다."
9월 19일, 칭다오 경찰은 웨이보에 9월 15일 체포된 폭력범죄 용의자들이 법에 따라 형사구금됐다는 공지를 발표했다.
9월 19일 상무부는 기자회견을 열고 중국 내 소수 일본 기업이 기물 파손, 기물 파손, 약탈로 인해 손실을 입은 데 대해 보상할 것인지 묻는 질문에 선단양 대변인은 상무부가 확고히 지지한다고 답했다 . 합법적인 애국 행위와 손실을 입은 사람들 기업은 적시에 관련 부서에 신고한다.

## 논평

### 중국 언론
- 인민일보는 '댜오위다오를 어떻게 방어할 것인가'라는 제목의 기사를 게재했다. 기사는 반일 시위를 '이러한 불합리한 행동은 일본 정치인들의 만행과 다르지 않다'고 평가했다.

- 야후! 차이나는 "기본적인 도덕 규범이 없는 사회에서는 사람이 열정적으로 하는 일이 서로 상처를 주기 마련"이라며 "이 사회에서 낯선 사람 사이의 거래가 많아질수록 사람들이 서로 상처를 주는 빈도도 높아진다"고 밝혔다.

- 차이나 뉴스 위클리는 "약한 사람들은 자신의 나라를 위협하는 강대국을 마주할 때 더 큰 분노를 갖게 될 것"이라며  "그들의 힘은 제한되어 있기 때문에 자신들의 거리에서 분노를 터뜨리려는 경향이 더 크다. 동포가 소유한 외국 물건을 박살내고 반역자라고 비난하는 것은 대개 약자가 사용하는 무기이다. 중국의 세계적 지위가 향상되었고 정신적으로도 성숙해야 한다. 세상, 그 병의 기간에만 머물 수는 없다."고 논평했다.

- 남방도시보는 논평에서 "최소한의 판단과 기본적인 이성을 가진 사람이라면 아무도 이러한 악랄한 짓밟기 만행을 애국심과 연결짓지 못할 것이다. 독립적 사고와 이성을 갖춘 시민사회는 이 나라가 발전할 수 있도록 자유와 존엄을 갖는 긍정적인 에너지가 돼야 한다."고 비판했다.

- 신징바오는 "시위 과정에서 위법한 것은 다른 사람일 뿐이지만 애국적인 행동을 부끄럽게 하는 것은 법을 참람하는 구실이 아니며 그렇지 않으면 위법 범죄로 이화돼 애국적인 공감대만 해칠 수 있다"는 논평을 냈다.

- 베이징 청년일보는 "연기나는 거리, 전복된 자동차, 일그러진 얼굴의 사람, 이것은 문명사회 다운 모습이 아니라 끔찍하고 몽매한 관경에 가깝다. 이러한 추세가 지속된다면 댜오위다오 문제 해결은 커녕 민중의 정상적인 생활 질서 마저 보장할 수 없다. 화급히 때려 부수고 약탈하는 것을 막아야 하고, 적대감을 해소하기 위한 임기적 조치도 가속화되어야 한다."고 지적했다.

- 대공보는 "상점을 부수고 차를 태워 일본인을 공격하는 것은 반일 애국심을 과시하려는 의도가 아니라 평소 억눌려 있던 현실에 대한 강한 불만을 표출하려는 의도이다. 중국에서 애국은 정치적 정확성이 높아 애국이라는 이름 아래 과도한 행위를 해도 정부가 책임을 묻기 어렵다. 애국주의와 민족주의를 통해 합법성을 확립하고 강화해야 하는 정부와 큰 관련이 있다."고 밝혔다.

- 명보는 베이징 이공대 후싱두 교수의 논평을 인용해 "시위 과정에서 통제 불능 상태가 발생한 것은 시민의식이 부족했기 때문"이라고 전했다. 정부는 시위 과정에서 사회적 시선을 돌리고 결속력을 강화하며 민심을 표출하기 위해 어느 정도 암묵적인 동의를 취했다.

### 기타 언론
- 미국의 소리 방송은 현재 중국의 부패가 만연하고 민원이 깊은 점을 감안할 때 민간의 반일 감정이 반정부 시위로 번질 가능성을 배제할 수 없다고 진단했다.

- 조선일보는 중국의 반일 시위에 일본 정부가 실효성 있는 대책을 내놓지 않은 것은 중국 정부가 어쩔 수 없다는 것을 보여준다고 논평했다.[37]

- 슈피겔은 센카쿠 문제와 중국의 반일 시위에 대해 에베르하르트 산드슈나이더 독일 대외관계협회장을 만나 센카쿠 때문에 중국, 대만, 일본 정부가 긴장하고 있는 것은 민족주의 세력의 압력 때문이라고 전했다. 중국의 반일 시위에서 나타난 '일본 제품 불매' 성향에 대해서는 무역전쟁이 실제 전쟁보다 더 위험해질 수 있다고 봤다.[38]

- 재팬 타임스 칼럼니스트 로저 펄버스는 2012년 10월 14일자 칼럼에서 이시하라 신타로 도쿄도지사가 개인의 정치적 이익을 위해 센카쿠 제도의 주인인 구리하라 가문을 먼저 매수하고 미국 신문에 지원한 것이 발단이라고 지적했다. 이시하라가 도쿄도 명의로 센카쿠 제도를 인수하는 데는 실패했지만, 일본 내 여론을 조성해 일본 정부가 섬을 사도록 강요하는 바람에 일본의 외교적 재앙이 닥쳤고, 중국의 반일 물결이 일었다. 그는 1959년 흐루쇼프의 미국 방문을 예로 들며 지방관료들의 부적절한 발언으로 양국 간 갈등이 깊어졌고, 3년 뒤 쿠바 위기가 더욱 심각해졌다는 점을 들어 지방관료들이 외교에 관여하는 것이 적절치 않다는 점을 설명했다.글은 일본이 역사를 거울로 삼아, 지방 관리들이 정치적 이익을 위해 일본과 다른 나라의 외교 관계를 이간질하는 것을 경계할 것을 호소했으며[39], 중일 양국이 '외교'와 '평화'의 수단으로 분쟁을 해결할 것을 호소했다.

## 특징
시위 규모면에서도 분명 2005년 반일 시위보다 압도하는 크기이지만, 시위가 발생하는 곳에서 마오쩌둥 초상화가 그려진 포스터가 많았다. 또한 이번 반일시위는 반일구호에만 국호되지 않았다. 샨시(陝西)의 시위자들은 인민대회당을 습격하기도 하였고, 선전의 시위원회 위원장도 습격당했다. 시위자들은 "마오주석, 당신이 그립습니다(毛主席, 我想究)", "마오쩌둥 만세" 등의 구호를 외치며 부정부패 및 살인혐의로 기소되어 공직이 박탈된 보시라이를 지지하는 구호를 외치는 시위자들도 함께 등장하였다. 경제 발전의 그늘이 낳은 빈부 격차 등 사회 불안 요소의 해결을 촉구하는 측면에서, 이번 반일시위 중 그를 옹호하는 문구의 등장은 마오쩌둥 포스터의 등장과 유사한 성격을 가진다.

## 같이 보기
- 중국의 반일 정서
- 2005년 반일 시위